# Калитянська Дача
Калитя́нська Да́ча — ландшафтний заказник загальнодержавного значення в Україні. Розташований у Броварському районі Київської області, в межах Калитянської селищної та Заворицької сільської рад.

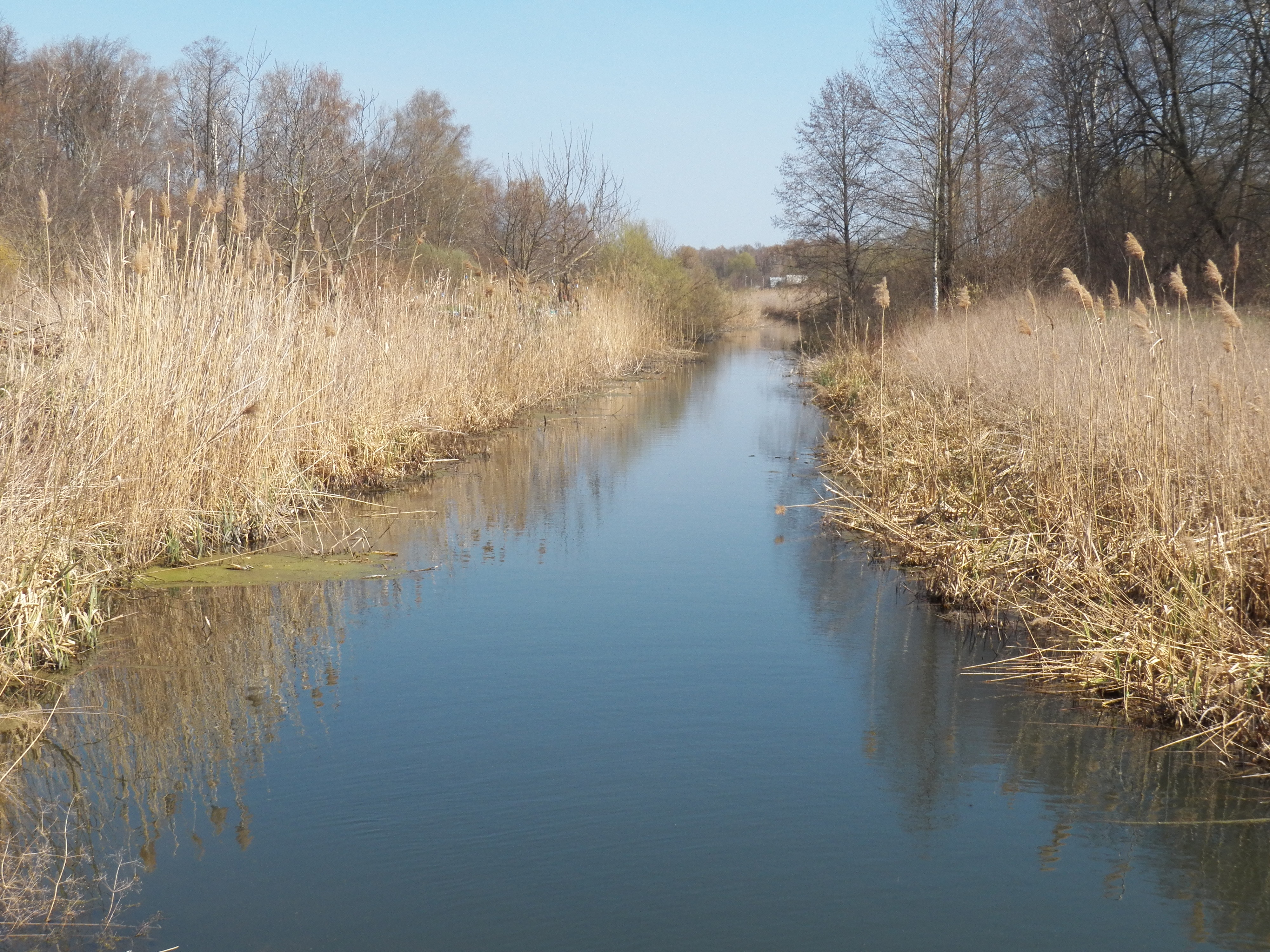
Калитянська Дача

Площа 1162 га. Перебуває у підпорядкуванні Київського ДЛГ. Займає в Семиполківському лісництві кв. 12-31, всі виділи. Об'єкт був створений згідно з Указом Президента України від 20.08.1996 року № 715/96.

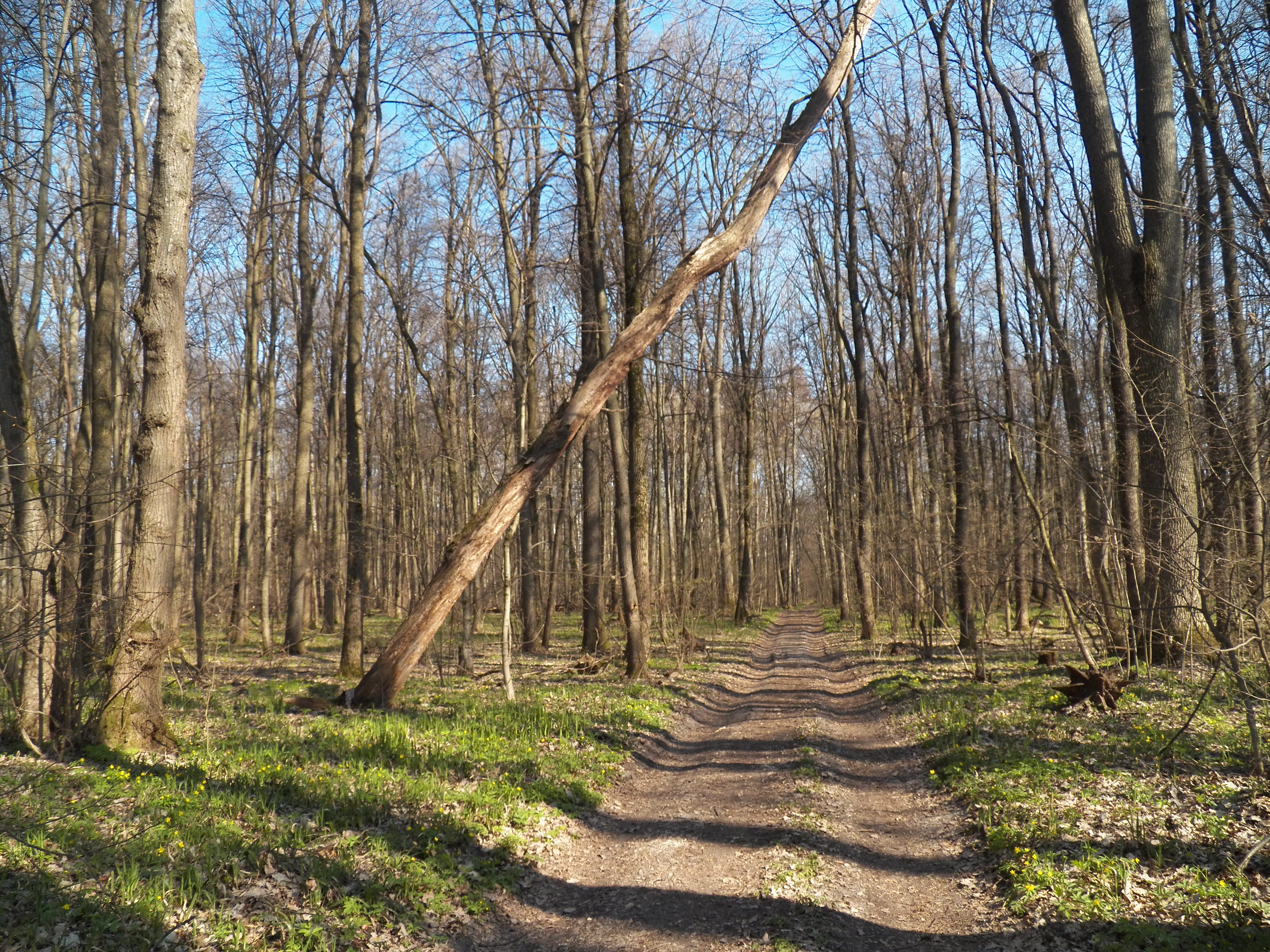
Калитянська Дача

У рослинному покриві основні площі займає лісова рослинність. Переважають листяні ліси з дубом звичайним, ясенем звичайним та липою серцелистою. Значні домішки в деревостані становить клен гостролистий, поодиноко в масиві висаджений бархат амурський. У трав'яному покриві переважають яглиця звичайна, зірочник ланцетолистий та осока волосиста. Тут зростають також зозулині сльози яйцеподібні та коручка чемерникоподібна — види, занесені до Червоної книги України.

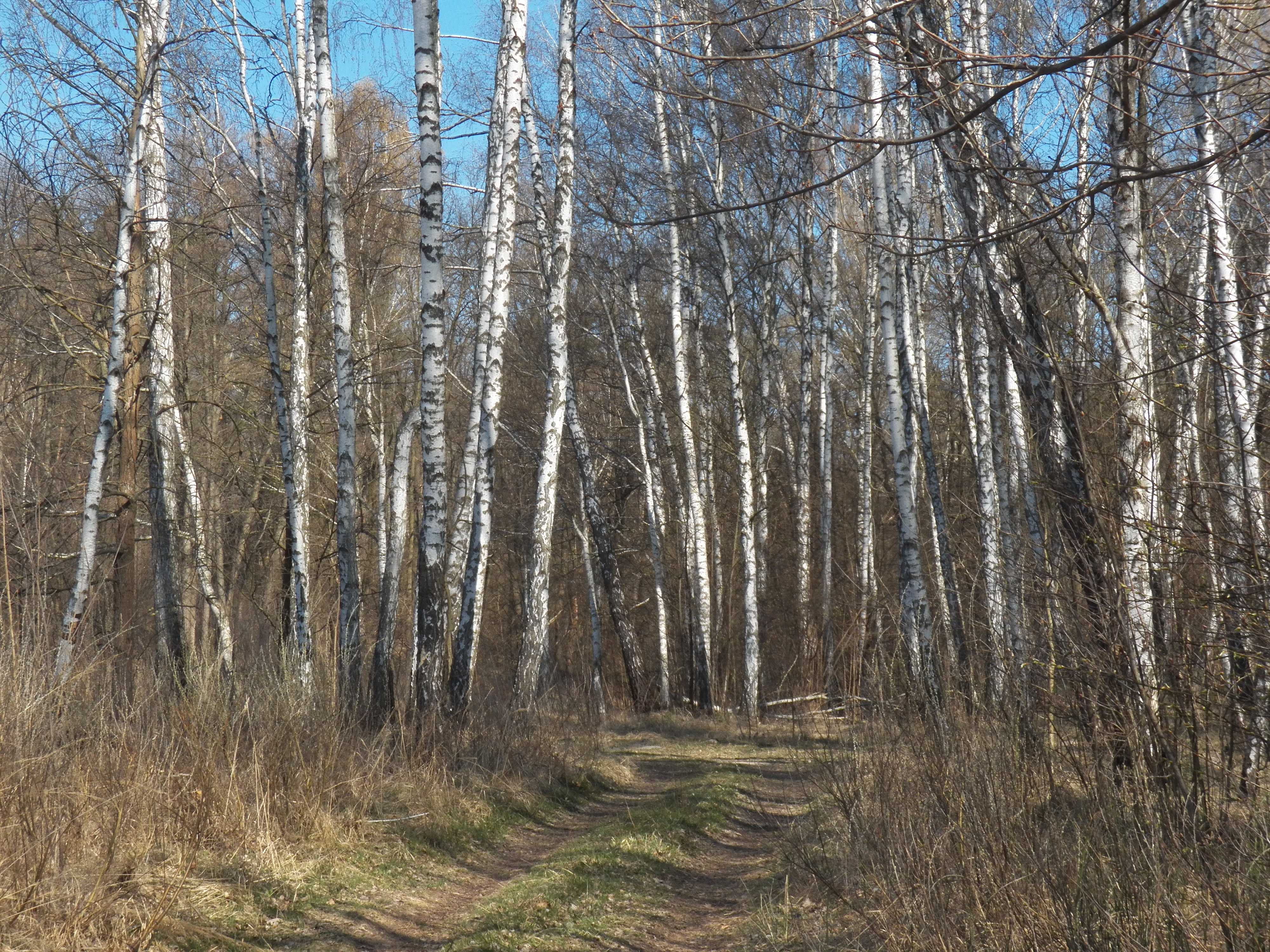
Калитянська Дача

Болота, які розташовані в долиноподібних зниженнях, обводнені, належать до евтрофного типу. Тут представлені осокові болота з осокою омською, осокою гостроподібною, високотравні з переважанням очерету звичайного та рогозу широколистого. Досить поширені чагарникові болота з вербою попелястою. Невеликими ділянками трапляються лісові болота, представлені чорновільшанниками з теліптерисом болотним.